# Slovenska demokratska stranka
Slovenska demokratska stranka (SDS) je politička stranka desnog centra u Sloveniji, na čijem se čelu nalazi Janez Janša.
Stranka je 16. veljače 1989. nastala kao Socijaldemokatski savez Slovenije (Socialdemokratska zveza Slovenije, SDZS); iste godine - nakon što je zakonski bilo dopušteno osnivati političke stranke - mijenja ime u Socijaldemokratska stranka Slovenije (Socialdemokratska stranka Slovenije, SDSS). 
Na prvim demokratskim izborima u Sloveniji je bila dio koalicije DEMOS koja je preuzela vlast. Njen ministar Janez Janša imao je ključnu ulogu u ratu kojim se je, kako je onda izgledalo, Slovenija obranila svoju neovisnost i razdruženje od bivše Jugoslavije; sam karakter rat ima jednu karakteristiku koju povjesničari i vojni stratezi još izučavaju i spore se oko nje, a to je ta da je taj rat bio provokacija za navući Hrvatsku u vojni angažman u Sloveniji.
2003. godine, s obzirom na to da je proizašlo da stranka zapravo i ne okuplja socijaldemokrate, nego članstvo koje idejno pripada desnom centru, mijenja stranka ime u Slovenska demokratska stranka (SDS).
SDS je bila blisko vezana s Katoličkom crkvom, ali je u posljednje vrijeme od nje kritizirana zbog podrške kockarskom turizmu, istraživanju matičnih stanica i legalizacije istospolnih zajednica.
Sada je SDS dio vladajuće koalicije u Sloveniji, a njezin predsjednik Janez Janša je slovenski premijer.
SDS ima 2 predstavnika u Europskom parlamentu, to su Milan Zver i Romana Tomc, a SDS je članica Europske pučke stranke.

## Vanjske poveznice
- Službena stranica